# کیمبرتن (پنسیلوانیا)
کیمبرتن (به انگلیسی: Kimberton) یک منطقهٔ مسکونی در ایالات متحده آمریکا است که در پنسیلوانیا واقع شده‌است. کیمبرتن ۶۳٫۰۹ متر بالاتر از سطح دریا واقع شده‌است.